# Distretto di Non Khun
Il distretto di Non Khun (in thailandese: โนนคูณ) è un distretto (amphoe) della Thailandia, situato nella provincia di Sisaket.